# Gentiana densiflora
Gentiana densiflora är en gentianaväxtart som beskrevs av T.N. Ho. Gentiana densiflora ingår i släktet gentianor, och familjen gentianaväxter. Inga underarter finns listade i Catalogue of Life.